# Кнорре, Виктор Карлович
Виктор Карлович Кнорре (нем. Victor Carl Knorre; 22 сентября [4 октября] 1840, Николаев — 25 августа 1919, около Берлина) — российский астроном немецкого происхождения.

## Биография
Родился 22 сентября (4 октября) 1840 года в Николаеве, где его отец, Карл Фридрих Кнорре был директором обсерватории. Дед Виктора Кнорре, Эрнст Фридрих Кнорре, также был астрономом (и профессором) в Дерпте.
Виктор Кнорре был восьмым из восемнадцати детей своего отца Карла Фридриха и пятым из четырнадцати детей своей матери Доротеи Каролины, урождённой фон Дитерихс (?—1851). Был отправлен учиться в Феллинской гимназии, после окончания которой вернулся в Николаев и два года работал ассистентом своего отца в обсерватории.
В 1862 году переехал в Берлин, где начал изучать астрономию под руководством Вильгельма Фёрстера. После защиты диссертации в 1867 году работал в Пулковской обсерватории, где занимался астрономическими вычислениями, инспектировал метеостанции (при этом он определил их точные координаты). Также Кнорре проводил вычисления земного магнетизма. В 1869 году он вернулся в Николаев, где вначале учил младших братьев и сестёр, а потом работал учителем в местной школе. Из-за финансовых трудностей был вынужден вслед за отцом уехать в Берлин.
С 1873 года Виктор Кнорре работал в Берлинской обсерватории. В 1892 году ему присвоили звание профессора астрономии, несмотря на то, что он не занимал в Берлинском университете должности преподавателя. В 1906 году ушел на пенсию и переехал в Лихтерфельде, где незадолго до этого купил дом, спроектированный Густавом Лилиенталем (в соседнем доме жил сам Густав Лилиенталь). Здесь он и умер 25 августа 1919 года.
В 1887 году он был избран членом Немецкой академии естествоиспытателей Леопольдина. В 2010 году в честь него, его отца и деда был назван астероид (№ 14339).

## Достижения в астрономии
| Открытые астероиды: 4 | Открытые астероиды: 4 |
| --------------------- | --------------------- |
| (158) Коронида        | 4 января 1876         |
| (215) Энона           | 7 апреля 1880         |
| (238) Гипатия         | 1 июля 1884           |
| (271) Пентесилея      | 13 октября 1887       |

В Берлинской обсерватории Кнорре использовал рефрактор Фраунгофера. Большую часть времени он занимался наблюдением астероидов, комета и двойных звёзд.
Для наблюдения за астероидами и определения орбиты он сконструировал прибор (микрометр), принцип работы которого описал в специальном журнале (нем. Astronomische Nachrichten). Кнорре участвовал в дальнейшей разработке и улучшении других астрономических приборов, в частности, экваториальной монтировки телескопов. После ухода в отставку продолжал участвовать в научной деятельности. В 1909 и 1911 годах опубликовал работы на тему экваториальной монтировки телескопов типа (нем. Knorre und Heele). На основании этих работ был сделан прототип.

## Достижения в шахматах
|   | a | b | c | d | e | f | g | h |   |
| - | --- | --- | --- | --- | --- | --- | --- | --- | - |
| 8 | a8 чёрная ладья · c8 чёрный слон · d8 чёрный ферзь · e8 чёрный король · h8 чёрная ладья · a7 чёрная пешка · f7 чёрная пешка · g7 чёрная пешка · c6 чёрная пешка · d6 чёрный слон · f6 чёрный конь · h6 чёрная пешка · a5 чёрный конь · e5 белый конь · e4 чёрная пешка · a2 белая пешка · b2 белая пешка · c2 белая пешка · d2 белая пешка · e2 белый слон · f2 белая пешка · g2 белая пешка · h2 белая пешка · a1 белая ладья · b1 белый конь · c1 белый слон · d1 белый ферзь · e1 белый король · h1 белая ладья | a8 чёрная ладья · c8 чёрный слон · d8 чёрный ферзь · e8 чёрный король · h8 чёрная ладья · a7 чёрная пешка · f7 чёрная пешка · g7 чёрная пешка · c6 чёрная пешка · d6 чёрный слон · f6 чёрный конь · h6 чёрная пешка · a5 чёрный конь · e5 белый конь · e4 чёрная пешка · a2 белая пешка · b2 белая пешка · c2 белая пешка · d2 белая пешка · e2 белый слон · f2 белая пешка · g2 белая пешка · h2 белая пешка · a1 белая ладья · b1 белый конь · c1 белый слон · d1 белый ферзь · e1 белый король · h1 белая ладья | a8 чёрная ладья · c8 чёрный слон · d8 чёрный ферзь · e8 чёрный король · h8 чёрная ладья · a7 чёрная пешка · f7 чёрная пешка · g7 чёрная пешка · c6 чёрная пешка · d6 чёрный слон · f6 чёрный конь · h6 чёрная пешка · a5 чёрный конь · e5 белый конь · e4 чёрная пешка · a2 белая пешка · b2 белая пешка · c2 белая пешка · d2 белая пешка · e2 белый слон · f2 белая пешка · g2 белая пешка · h2 белая пешка · a1 белая ладья · b1 белый конь · c1 белый слон · d1 белый ферзь · e1 белый король · h1 белая ладья | a8 чёрная ладья · c8 чёрный слон · d8 чёрный ферзь · e8 чёрный король · h8 чёрная ладья · a7 чёрная пешка · f7 чёрная пешка · g7 чёрная пешка · c6 чёрная пешка · d6 чёрный слон · f6 чёрный конь · h6 чёрная пешка · a5 чёрный конь · e5 белый конь · e4 чёрная пешка · a2 белая пешка · b2 белая пешка · c2 белая пешка · d2 белая пешка · e2 белый слон · f2 белая пешка · g2 белая пешка · h2 белая пешка · a1 белая ладья · b1 белый конь · c1 белый слон · d1 белый ферзь · e1 белый король · h1 белая ладья | a8 чёрная ладья · c8 чёрный слон · d8 чёрный ферзь · e8 чёрный король · h8 чёрная ладья · a7 чёрная пешка · f7 чёрная пешка · g7 чёрная пешка · c6 чёрная пешка · d6 чёрный слон · f6 чёрный конь · h6 чёрная пешка · a5 чёрный конь · e5 белый конь · e4 чёрная пешка · a2 белая пешка · b2 белая пешка · c2 белая пешка · d2 белая пешка · e2 белый слон · f2 белая пешка · g2 белая пешка · h2 белая пешка · a1 белая ладья · b1 белый конь · c1 белый слон · d1 белый ферзь · e1 белый король · h1 белая ладья | a8 чёрная ладья · c8 чёрный слон · d8 чёрный ферзь · e8 чёрный король · h8 чёрная ладья · a7 чёрная пешка · f7 чёрная пешка · g7 чёрная пешка · c6 чёрная пешка · d6 чёрный слон · f6 чёрный конь · h6 чёрная пешка · a5 чёрный конь · e5 белый конь · e4 чёрная пешка · a2 белая пешка · b2 белая пешка · c2 белая пешка · d2 белая пешка · e2 белый слон · f2 белая пешка · g2 белая пешка · h2 белая пешка · a1 белая ладья · b1 белый конь · c1 белый слон · d1 белый ферзь · e1 белый король · h1 белая ладья | a8 чёрная ладья · c8 чёрный слон · d8 чёрный ферзь · e8 чёрный король · h8 чёрная ладья · a7 чёрная пешка · f7 чёрная пешка · g7 чёрная пешка · c6 чёрная пешка · d6 чёрный слон · f6 чёрный конь · h6 чёрная пешка · a5 чёрный конь · e5 белый конь · e4 чёрная пешка · a2 белая пешка · b2 белая пешка · c2 белая пешка · d2 белая пешка · e2 белый слон · f2 белая пешка · g2 белая пешка · h2 белая пешка · a1 белая ладья · b1 белый конь · c1 белый слон · d1 белый ферзь · e1 белый король · h1 белая ладья | a8 чёрная ладья · c8 чёрный слон · d8 чёрный ферзь · e8 чёрный король · h8 чёрная ладья · a7 чёрная пешка · f7 чёрная пешка · g7 чёрная пешка · c6 чёрная пешка · d6 чёрный слон · f6 чёрный конь · h6 чёрная пешка · a5 чёрный конь · e5 белый конь · e4 чёрная пешка · a2 белая пешка · b2 белая пешка · c2 белая пешка · d2 белая пешка · e2 белый слон · f2 белая пешка · g2 белая пешка · h2 белая пешка · a1 белая ладья · b1 белый конь · c1 белый слон · d1 белый ферзь · e1 белый король · h1 белая ладья | 8 |
| 7 | a8 чёрная ладья · c8 чёрный слон · d8 чёрный ферзь · e8 чёрный король · h8 чёрная ладья · a7 чёрная пешка · f7 чёрная пешка · g7 чёрная пешка · c6 чёрная пешка · d6 чёрный слон · f6 чёрный конь · h6 чёрная пешка · a5 чёрный конь · e5 белый конь · e4 чёрная пешка · a2 белая пешка · b2 белая пешка · c2 белая пешка · d2 белая пешка · e2 белый слон · f2 белая пешка · g2 белая пешка · h2 белая пешка · a1 белая ладья · b1 белый конь · c1 белый слон · d1 белый ферзь · e1 белый король · h1 белая ладья | a8 чёрная ладья · c8 чёрный слон · d8 чёрный ферзь · e8 чёрный король · h8 чёрная ладья · a7 чёрная пешка · f7 чёрная пешка · g7 чёрная пешка · c6 чёрная пешка · d6 чёрный слон · f6 чёрный конь · h6 чёрная пешка · a5 чёрный конь · e5 белый конь · e4 чёрная пешка · a2 белая пешка · b2 белая пешка · c2 белая пешка · d2 белая пешка · e2 белый слон · f2 белая пешка · g2 белая пешка · h2 белая пешка · a1 белая ладья · b1 белый конь · c1 белый слон · d1 белый ферзь · e1 белый король · h1 белая ладья | a8 чёрная ладья · c8 чёрный слон · d8 чёрный ферзь · e8 чёрный король · h8 чёрная ладья · a7 чёрная пешка · f7 чёрная пешка · g7 чёрная пешка · c6 чёрная пешка · d6 чёрный слон · f6 чёрный конь · h6 чёрная пешка · a5 чёрный конь · e5 белый конь · e4 чёрная пешка · a2 белая пешка · b2 белая пешка · c2 белая пешка · d2 белая пешка · e2 белый слон · f2 белая пешка · g2 белая пешка · h2 белая пешка · a1 белая ладья · b1 белый конь · c1 белый слон · d1 белый ферзь · e1 белый король · h1 белая ладья | a8 чёрная ладья · c8 чёрный слон · d8 чёрный ферзь · e8 чёрный король · h8 чёрная ладья · a7 чёрная пешка · f7 чёрная пешка · g7 чёрная пешка · c6 чёрная пешка · d6 чёрный слон · f6 чёрный конь · h6 чёрная пешка · a5 чёрный конь · e5 белый конь · e4 чёрная пешка · a2 белая пешка · b2 белая пешка · c2 белая пешка · d2 белая пешка · e2 белый слон · f2 белая пешка · g2 белая пешка · h2 белая пешка · a1 белая ладья · b1 белый конь · c1 белый слон · d1 белый ферзь · e1 белый король · h1 белая ладья | a8 чёрная ладья · c8 чёрный слон · d8 чёрный ферзь · e8 чёрный король · h8 чёрная ладья · a7 чёрная пешка · f7 чёрная пешка · g7 чёрная пешка · c6 чёрная пешка · d6 чёрный слон · f6 чёрный конь · h6 чёрная пешка · a5 чёрный конь · e5 белый конь · e4 чёрная пешка · a2 белая пешка · b2 белая пешка · c2 белая пешка · d2 белая пешка · e2 белый слон · f2 белая пешка · g2 белая пешка · h2 белая пешка · a1 белая ладья · b1 белый конь · c1 белый слон · d1 белый ферзь · e1 белый король · h1 белая ладья | a8 чёрная ладья · c8 чёрный слон · d8 чёрный ферзь · e8 чёрный король · h8 чёрная ладья · a7 чёрная пешка · f7 чёрная пешка · g7 чёрная пешка · c6 чёрная пешка · d6 чёрный слон · f6 чёрный конь · h6 чёрная пешка · a5 чёрный конь · e5 белый конь · e4 чёрная пешка · a2 белая пешка · b2 белая пешка · c2 белая пешка · d2 белая пешка · e2 белый слон · f2 белая пешка · g2 белая пешка · h2 белая пешка · a1 белая ладья · b1 белый конь · c1 белый слон · d1 белый ферзь · e1 белый король · h1 белая ладья | a8 чёрная ладья · c8 чёрный слон · d8 чёрный ферзь · e8 чёрный король · h8 чёрная ладья · a7 чёрная пешка · f7 чёрная пешка · g7 чёрная пешка · c6 чёрная пешка · d6 чёрный слон · f6 чёрный конь · h6 чёрная пешка · a5 чёрный конь · e5 белый конь · e4 чёрная пешка · a2 белая пешка · b2 белая пешка · c2 белая пешка · d2 белая пешка · e2 белый слон · f2 белая пешка · g2 белая пешка · h2 белая пешка · a1 белая ладья · b1 белый конь · c1 белый слон · d1 белый ферзь · e1 белый король · h1 белая ладья | a8 чёрная ладья · c8 чёрный слон · d8 чёрный ферзь · e8 чёрный король · h8 чёрная ладья · a7 чёрная пешка · f7 чёрная пешка · g7 чёрная пешка · c6 чёрная пешка · d6 чёрный слон · f6 чёрный конь · h6 чёрная пешка · a5 чёрный конь · e5 белый конь · e4 чёрная пешка · a2 белая пешка · b2 белая пешка · c2 белая пешка · d2 белая пешка · e2 белый слон · f2 белая пешка · g2 белая пешка · h2 белая пешка · a1 белая ладья · b1 белый конь · c1 белый слон · d1 белый ферзь · e1 белый король · h1 белая ладья | 7 |
| 6 | a8 чёрная ладья · c8 чёрный слон · d8 чёрный ферзь · e8 чёрный король · h8 чёрная ладья · a7 чёрная пешка · f7 чёрная пешка · g7 чёрная пешка · c6 чёрная пешка · d6 чёрный слон · f6 чёрный конь · h6 чёрная пешка · a5 чёрный конь · e5 белый конь · e4 чёрная пешка · a2 белая пешка · b2 белая пешка · c2 белая пешка · d2 белая пешка · e2 белый слон · f2 белая пешка · g2 белая пешка · h2 белая пешка · a1 белая ладья · b1 белый конь · c1 белый слон · d1 белый ферзь · e1 белый король · h1 белая ладья | a8 чёрная ладья · c8 чёрный слон · d8 чёрный ферзь · e8 чёрный король · h8 чёрная ладья · a7 чёрная пешка · f7 чёрная пешка · g7 чёрная пешка · c6 чёрная пешка · d6 чёрный слон · f6 чёрный конь · h6 чёрная пешка · a5 чёрный конь · e5 белый конь · e4 чёрная пешка · a2 белая пешка · b2 белая пешка · c2 белая пешка · d2 белая пешка · e2 белый слон · f2 белая пешка · g2 белая пешка · h2 белая пешка · a1 белая ладья · b1 белый конь · c1 белый слон · d1 белый ферзь · e1 белый король · h1 белая ладья | a8 чёрная ладья · c8 чёрный слон · d8 чёрный ферзь · e8 чёрный король · h8 чёрная ладья · a7 чёрная пешка · f7 чёрная пешка · g7 чёрная пешка · c6 чёрная пешка · d6 чёрный слон · f6 чёрный конь · h6 чёрная пешка · a5 чёрный конь · e5 белый конь · e4 чёрная пешка · a2 белая пешка · b2 белая пешка · c2 белая пешка · d2 белая пешка · e2 белый слон · f2 белая пешка · g2 белая пешка · h2 белая пешка · a1 белая ладья · b1 белый конь · c1 белый слон · d1 белый ферзь · e1 белый король · h1 белая ладья | a8 чёрная ладья · c8 чёрный слон · d8 чёрный ферзь · e8 чёрный король · h8 чёрная ладья · a7 чёрная пешка · f7 чёрная пешка · g7 чёрная пешка · c6 чёрная пешка · d6 чёрный слон · f6 чёрный конь · h6 чёрная пешка · a5 чёрный конь · e5 белый конь · e4 чёрная пешка · a2 белая пешка · b2 белая пешка · c2 белая пешка · d2 белая пешка · e2 белый слон · f2 белая пешка · g2 белая пешка · h2 белая пешка · a1 белая ладья · b1 белый конь · c1 белый слон · d1 белый ферзь · e1 белый король · h1 белая ладья | a8 чёрная ладья · c8 чёрный слон · d8 чёрный ферзь · e8 чёрный король · h8 чёрная ладья · a7 чёрная пешка · f7 чёрная пешка · g7 чёрная пешка · c6 чёрная пешка · d6 чёрный слон · f6 чёрный конь · h6 чёрная пешка · a5 чёрный конь · e5 белый конь · e4 чёрная пешка · a2 белая пешка · b2 белая пешка · c2 белая пешка · d2 белая пешка · e2 белый слон · f2 белая пешка · g2 белая пешка · h2 белая пешка · a1 белая ладья · b1 белый конь · c1 белый слон · d1 белый ферзь · e1 белый король · h1 белая ладья | a8 чёрная ладья · c8 чёрный слон · d8 чёрный ферзь · e8 чёрный король · h8 чёрная ладья · a7 чёрная пешка · f7 чёрная пешка · g7 чёрная пешка · c6 чёрная пешка · d6 чёрный слон · f6 чёрный конь · h6 чёрная пешка · a5 чёрный конь · e5 белый конь · e4 чёрная пешка · a2 белая пешка · b2 белая пешка · c2 белая пешка · d2 белая пешка · e2 белый слон · f2 белая пешка · g2 белая пешка · h2 белая пешка · a1 белая ладья · b1 белый конь · c1 белый слон · d1 белый ферзь · e1 белый король · h1 белая ладья | a8 чёрная ладья · c8 чёрный слон · d8 чёрный ферзь · e8 чёрный король · h8 чёрная ладья · a7 чёрная пешка · f7 чёрная пешка · g7 чёрная пешка · c6 чёрная пешка · d6 чёрный слон · f6 чёрный конь · h6 чёрная пешка · a5 чёрный конь · e5 белый конь · e4 чёрная пешка · a2 белая пешка · b2 белая пешка · c2 белая пешка · d2 белая пешка · e2 белый слон · f2 белая пешка · g2 белая пешка · h2 белая пешка · a1 белая ладья · b1 белый конь · c1 белый слон · d1 белый ферзь · e1 белый король · h1 белая ладья | a8 чёрная ладья · c8 чёрный слон · d8 чёрный ферзь · e8 чёрный король · h8 чёрная ладья · a7 чёрная пешка · f7 чёрная пешка · g7 чёрная пешка · c6 чёрная пешка · d6 чёрный слон · f6 чёрный конь · h6 чёрная пешка · a5 чёрный конь · e5 белый конь · e4 чёрная пешка · a2 белая пешка · b2 белая пешка · c2 белая пешка · d2 белая пешка · e2 белый слон · f2 белая пешка · g2 белая пешка · h2 белая пешка · a1 белая ладья · b1 белый конь · c1 белый слон · d1 белый ферзь · e1 белый король · h1 белая ладья | 6 |
| 5 | a8 чёрная ладья · c8 чёрный слон · d8 чёрный ферзь · e8 чёрный король · h8 чёрная ладья · a7 чёрная пешка · f7 чёрная пешка · g7 чёрная пешка · c6 чёрная пешка · d6 чёрный слон · f6 чёрный конь · h6 чёрная пешка · a5 чёрный конь · e5 белый конь · e4 чёрная пешка · a2 белая пешка · b2 белая пешка · c2 белая пешка · d2 белая пешка · e2 белый слон · f2 белая пешка · g2 белая пешка · h2 белая пешка · a1 белая ладья · b1 белый конь · c1 белый слон · d1 белый ферзь · e1 белый король · h1 белая ладья | a8 чёрная ладья · c8 чёрный слон · d8 чёрный ферзь · e8 чёрный король · h8 чёрная ладья · a7 чёрная пешка · f7 чёрная пешка · g7 чёрная пешка · c6 чёрная пешка · d6 чёрный слон · f6 чёрный конь · h6 чёрная пешка · a5 чёрный конь · e5 белый конь · e4 чёрная пешка · a2 белая пешка · b2 белая пешка · c2 белая пешка · d2 белая пешка · e2 белый слон · f2 белая пешка · g2 белая пешка · h2 белая пешка · a1 белая ладья · b1 белый конь · c1 белый слон · d1 белый ферзь · e1 белый король · h1 белая ладья | a8 чёрная ладья · c8 чёрный слон · d8 чёрный ферзь · e8 чёрный король · h8 чёрная ладья · a7 чёрная пешка · f7 чёрная пешка · g7 чёрная пешка · c6 чёрная пешка · d6 чёрный слон · f6 чёрный конь · h6 чёрная пешка · a5 чёрный конь · e5 белый конь · e4 чёрная пешка · a2 белая пешка · b2 белая пешка · c2 белая пешка · d2 белая пешка · e2 белый слон · f2 белая пешка · g2 белая пешка · h2 белая пешка · a1 белая ладья · b1 белый конь · c1 белый слон · d1 белый ферзь · e1 белый король · h1 белая ладья | a8 чёрная ладья · c8 чёрный слон · d8 чёрный ферзь · e8 чёрный король · h8 чёрная ладья · a7 чёрная пешка · f7 чёрная пешка · g7 чёрная пешка · c6 чёрная пешка · d6 чёрный слон · f6 чёрный конь · h6 чёрная пешка · a5 чёрный конь · e5 белый конь · e4 чёрная пешка · a2 белая пешка · b2 белая пешка · c2 белая пешка · d2 белая пешка · e2 белый слон · f2 белая пешка · g2 белая пешка · h2 белая пешка · a1 белая ладья · b1 белый конь · c1 белый слон · d1 белый ферзь · e1 белый король · h1 белая ладья | a8 чёрная ладья · c8 чёрный слон · d8 чёрный ферзь · e8 чёрный король · h8 чёрная ладья · a7 чёрная пешка · f7 чёрная пешка · g7 чёрная пешка · c6 чёрная пешка · d6 чёрный слон · f6 чёрный конь · h6 чёрная пешка · a5 чёрный конь · e5 белый конь · e4 чёрная пешка · a2 белая пешка · b2 белая пешка · c2 белая пешка · d2 белая пешка · e2 белый слон · f2 белая пешка · g2 белая пешка · h2 белая пешка · a1 белая ладья · b1 белый конь · c1 белый слон · d1 белый ферзь · e1 белый король · h1 белая ладья | a8 чёрная ладья · c8 чёрный слон · d8 чёрный ферзь · e8 чёрный король · h8 чёрная ладья · a7 чёрная пешка · f7 чёрная пешка · g7 чёрная пешка · c6 чёрная пешка · d6 чёрный слон · f6 чёрный конь · h6 чёрная пешка · a5 чёрный конь · e5 белый конь · e4 чёрная пешка · a2 белая пешка · b2 белая пешка · c2 белая пешка · d2 белая пешка · e2 белый слон · f2 белая пешка · g2 белая пешка · h2 белая пешка · a1 белая ладья · b1 белый конь · c1 белый слон · d1 белый ферзь · e1 белый король · h1 белая ладья | a8 чёрная ладья · c8 чёрный слон · d8 чёрный ферзь · e8 чёрный король · h8 чёрная ладья · a7 чёрная пешка · f7 чёрная пешка · g7 чёрная пешка · c6 чёрная пешка · d6 чёрный слон · f6 чёрный конь · h6 чёрная пешка · a5 чёрный конь · e5 белый конь · e4 чёрная пешка · a2 белая пешка · b2 белая пешка · c2 белая пешка · d2 белая пешка · e2 белый слон · f2 белая пешка · g2 белая пешка · h2 белая пешка · a1 белая ладья · b1 белый конь · c1 белый слон · d1 белый ферзь · e1 белый король · h1 белая ладья | a8 чёрная ладья · c8 чёрный слон · d8 чёрный ферзь · e8 чёрный король · h8 чёрная ладья · a7 чёрная пешка · f7 чёрная пешка · g7 чёрная пешка · c6 чёрная пешка · d6 чёрный слон · f6 чёрный конь · h6 чёрная пешка · a5 чёрный конь · e5 белый конь · e4 чёрная пешка · a2 белая пешка · b2 белая пешка · c2 белая пешка · d2 белая пешка · e2 белый слон · f2 белая пешка · g2 белая пешка · h2 белая пешка · a1 белая ладья · b1 белый конь · c1 белый слон · d1 белый ферзь · e1 белый король · h1 белая ладья | 5 |
| 4 | a8 чёрная ладья · c8 чёрный слон · d8 чёрный ферзь · e8 чёрный король · h8 чёрная ладья · a7 чёрная пешка · f7 чёрная пешка · g7 чёрная пешка · c6 чёрная пешка · d6 чёрный слон · f6 чёрный конь · h6 чёрная пешка · a5 чёрный конь · e5 белый конь · e4 чёрная пешка · a2 белая пешка · b2 белая пешка · c2 белая пешка · d2 белая пешка · e2 белый слон · f2 белая пешка · g2 белая пешка · h2 белая пешка · a1 белая ладья · b1 белый конь · c1 белый слон · d1 белый ферзь · e1 белый король · h1 белая ладья | a8 чёрная ладья · c8 чёрный слон · d8 чёрный ферзь · e8 чёрный король · h8 чёрная ладья · a7 чёрная пешка · f7 чёрная пешка · g7 чёрная пешка · c6 чёрная пешка · d6 чёрный слон · f6 чёрный конь · h6 чёрная пешка · a5 чёрный конь · e5 белый конь · e4 чёрная пешка · a2 белая пешка · b2 белая пешка · c2 белая пешка · d2 белая пешка · e2 белый слон · f2 белая пешка · g2 белая пешка · h2 белая пешка · a1 белая ладья · b1 белый конь · c1 белый слон · d1 белый ферзь · e1 белый король · h1 белая ладья | a8 чёрная ладья · c8 чёрный слон · d8 чёрный ферзь · e8 чёрный король · h8 чёрная ладья · a7 чёрная пешка · f7 чёрная пешка · g7 чёрная пешка · c6 чёрная пешка · d6 чёрный слон · f6 чёрный конь · h6 чёрная пешка · a5 чёрный конь · e5 белый конь · e4 чёрная пешка · a2 белая пешка · b2 белая пешка · c2 белая пешка · d2 белая пешка · e2 белый слон · f2 белая пешка · g2 белая пешка · h2 белая пешка · a1 белая ладья · b1 белый конь · c1 белый слон · d1 белый ферзь · e1 белый король · h1 белая ладья | a8 чёрная ладья · c8 чёрный слон · d8 чёрный ферзь · e8 чёрный король · h8 чёрная ладья · a7 чёрная пешка · f7 чёрная пешка · g7 чёрная пешка · c6 чёрная пешка · d6 чёрный слон · f6 чёрный конь · h6 чёрная пешка · a5 чёрный конь · e5 белый конь · e4 чёрная пешка · a2 белая пешка · b2 белая пешка · c2 белая пешка · d2 белая пешка · e2 белый слон · f2 белая пешка · g2 белая пешка · h2 белая пешка · a1 белая ладья · b1 белый конь · c1 белый слон · d1 белый ферзь · e1 белый король · h1 белая ладья | a8 чёрная ладья · c8 чёрный слон · d8 чёрный ферзь · e8 чёрный король · h8 чёрная ладья · a7 чёрная пешка · f7 чёрная пешка · g7 чёрная пешка · c6 чёрная пешка · d6 чёрный слон · f6 чёрный конь · h6 чёрная пешка · a5 чёрный конь · e5 белый конь · e4 чёрная пешка · a2 белая пешка · b2 белая пешка · c2 белая пешка · d2 белая пешка · e2 белый слон · f2 белая пешка · g2 белая пешка · h2 белая пешка · a1 белая ладья · b1 белый конь · c1 белый слон · d1 белый ферзь · e1 белый король · h1 белая ладья | a8 чёрная ладья · c8 чёрный слон · d8 чёрный ферзь · e8 чёрный король · h8 чёрная ладья · a7 чёрная пешка · f7 чёрная пешка · g7 чёрная пешка · c6 чёрная пешка · d6 чёрный слон · f6 чёрный конь · h6 чёрная пешка · a5 чёрный конь · e5 белый конь · e4 чёрная пешка · a2 белая пешка · b2 белая пешка · c2 белая пешка · d2 белая пешка · e2 белый слон · f2 белая пешка · g2 белая пешка · h2 белая пешка · a1 белая ладья · b1 белый конь · c1 белый слон · d1 белый ферзь · e1 белый король · h1 белая ладья | a8 чёрная ладья · c8 чёрный слон · d8 чёрный ферзь · e8 чёрный король · h8 чёрная ладья · a7 чёрная пешка · f7 чёрная пешка · g7 чёрная пешка · c6 чёрная пешка · d6 чёрный слон · f6 чёрный конь · h6 чёрная пешка · a5 чёрный конь · e5 белый конь · e4 чёрная пешка · a2 белая пешка · b2 белая пешка · c2 белая пешка · d2 белая пешка · e2 белый слон · f2 белая пешка · g2 белая пешка · h2 белая пешка · a1 белая ладья · b1 белый конь · c1 белый слон · d1 белый ферзь · e1 белый король · h1 белая ладья | a8 чёрная ладья · c8 чёрный слон · d8 чёрный ферзь · e8 чёрный король · h8 чёрная ладья · a7 чёрная пешка · f7 чёрная пешка · g7 чёрная пешка · c6 чёрная пешка · d6 чёрный слон · f6 чёрный конь · h6 чёрная пешка · a5 чёрный конь · e5 белый конь · e4 чёрная пешка · a2 белая пешка · b2 белая пешка · c2 белая пешка · d2 белая пешка · e2 белый слон · f2 белая пешка · g2 белая пешка · h2 белая пешка · a1 белая ладья · b1 белый конь · c1 белый слон · d1 белый ферзь · e1 белый король · h1 белая ладья | 4 |
| 3 | a8 чёрная ладья · c8 чёрный слон · d8 чёрный ферзь · e8 чёрный король · h8 чёрная ладья · a7 чёрная пешка · f7 чёрная пешка · g7 чёрная пешка · c6 чёрная пешка · d6 чёрный слон · f6 чёрный конь · h6 чёрная пешка · a5 чёрный конь · e5 белый конь · e4 чёрная пешка · a2 белая пешка · b2 белая пешка · c2 белая пешка · d2 белая пешка · e2 белый слон · f2 белая пешка · g2 белая пешка · h2 белая пешка · a1 белая ладья · b1 белый конь · c1 белый слон · d1 белый ферзь · e1 белый король · h1 белая ладья | a8 чёрная ладья · c8 чёрный слон · d8 чёрный ферзь · e8 чёрный король · h8 чёрная ладья · a7 чёрная пешка · f7 чёрная пешка · g7 чёрная пешка · c6 чёрная пешка · d6 чёрный слон · f6 чёрный конь · h6 чёрная пешка · a5 чёрный конь · e5 белый конь · e4 чёрная пешка · a2 белая пешка · b2 белая пешка · c2 белая пешка · d2 белая пешка · e2 белый слон · f2 белая пешка · g2 белая пешка · h2 белая пешка · a1 белая ладья · b1 белый конь · c1 белый слон · d1 белый ферзь · e1 белый король · h1 белая ладья | a8 чёрная ладья · c8 чёрный слон · d8 чёрный ферзь · e8 чёрный король · h8 чёрная ладья · a7 чёрная пешка · f7 чёрная пешка · g7 чёрная пешка · c6 чёрная пешка · d6 чёрный слон · f6 чёрный конь · h6 чёрная пешка · a5 чёрный конь · e5 белый конь · e4 чёрная пешка · a2 белая пешка · b2 белая пешка · c2 белая пешка · d2 белая пешка · e2 белый слон · f2 белая пешка · g2 белая пешка · h2 белая пешка · a1 белая ладья · b1 белый конь · c1 белый слон · d1 белый ферзь · e1 белый король · h1 белая ладья | a8 чёрная ладья · c8 чёрный слон · d8 чёрный ферзь · e8 чёрный король · h8 чёрная ладья · a7 чёрная пешка · f7 чёрная пешка · g7 чёрная пешка · c6 чёрная пешка · d6 чёрный слон · f6 чёрный конь · h6 чёрная пешка · a5 чёрный конь · e5 белый конь · e4 чёрная пешка · a2 белая пешка · b2 белая пешка · c2 белая пешка · d2 белая пешка · e2 белый слон · f2 белая пешка · g2 белая пешка · h2 белая пешка · a1 белая ладья · b1 белый конь · c1 белый слон · d1 белый ферзь · e1 белый король · h1 белая ладья | a8 чёрная ладья · c8 чёрный слон · d8 чёрный ферзь · e8 чёрный король · h8 чёрная ладья · a7 чёрная пешка · f7 чёрная пешка · g7 чёрная пешка · c6 чёрная пешка · d6 чёрный слон · f6 чёрный конь · h6 чёрная пешка · a5 чёрный конь · e5 белый конь · e4 чёрная пешка · a2 белая пешка · b2 белая пешка · c2 белая пешка · d2 белая пешка · e2 белый слон · f2 белая пешка · g2 белая пешка · h2 белая пешка · a1 белая ладья · b1 белый конь · c1 белый слон · d1 белый ферзь · e1 белый король · h1 белая ладья | a8 чёрная ладья · c8 чёрный слон · d8 чёрный ферзь · e8 чёрный король · h8 чёрная ладья · a7 чёрная пешка · f7 чёрная пешка · g7 чёрная пешка · c6 чёрная пешка · d6 чёрный слон · f6 чёрный конь · h6 чёрная пешка · a5 чёрный конь · e5 белый конь · e4 чёрная пешка · a2 белая пешка · b2 белая пешка · c2 белая пешка · d2 белая пешка · e2 белый слон · f2 белая пешка · g2 белая пешка · h2 белая пешка · a1 белая ладья · b1 белый конь · c1 белый слон · d1 белый ферзь · e1 белый король · h1 белая ладья | a8 чёрная ладья · c8 чёрный слон · d8 чёрный ферзь · e8 чёрный король · h8 чёрная ладья · a7 чёрная пешка · f7 чёрная пешка · g7 чёрная пешка · c6 чёрная пешка · d6 чёрный слон · f6 чёрный конь · h6 чёрная пешка · a5 чёрный конь · e5 белый конь · e4 чёрная пешка · a2 белая пешка · b2 белая пешка · c2 белая пешка · d2 белая пешка · e2 белый слон · f2 белая пешка · g2 белая пешка · h2 белая пешка · a1 белая ладья · b1 белый конь · c1 белый слон · d1 белый ферзь · e1 белый король · h1 белая ладья | a8 чёрная ладья · c8 чёрный слон · d8 чёрный ферзь · e8 чёрный король · h8 чёрная ладья · a7 чёрная пешка · f7 чёрная пешка · g7 чёрная пешка · c6 чёрная пешка · d6 чёрный слон · f6 чёрный конь · h6 чёрная пешка · a5 чёрный конь · e5 белый конь · e4 чёрная пешка · a2 белая пешка · b2 белая пешка · c2 белая пешка · d2 белая пешка · e2 белый слон · f2 белая пешка · g2 белая пешка · h2 белая пешка · a1 белая ладья · b1 белый конь · c1 белый слон · d1 белый ферзь · e1 белый король · h1 белая ладья | 3 |
| 2 | a8 чёрная ладья · c8 чёрный слон · d8 чёрный ферзь · e8 чёрный король · h8 чёрная ладья · a7 чёрная пешка · f7 чёрная пешка · g7 чёрная пешка · c6 чёрная пешка · d6 чёрный слон · f6 чёрный конь · h6 чёрная пешка · a5 чёрный конь · e5 белый конь · e4 чёрная пешка · a2 белая пешка · b2 белая пешка · c2 белая пешка · d2 белая пешка · e2 белый слон · f2 белая пешка · g2 белая пешка · h2 белая пешка · a1 белая ладья · b1 белый конь · c1 белый слон · d1 белый ферзь · e1 белый король · h1 белая ладья | a8 чёрная ладья · c8 чёрный слон · d8 чёрный ферзь · e8 чёрный король · h8 чёрная ладья · a7 чёрная пешка · f7 чёрная пешка · g7 чёрная пешка · c6 чёрная пешка · d6 чёрный слон · f6 чёрный конь · h6 чёрная пешка · a5 чёрный конь · e5 белый конь · e4 чёрная пешка · a2 белая пешка · b2 белая пешка · c2 белая пешка · d2 белая пешка · e2 белый слон · f2 белая пешка · g2 белая пешка · h2 белая пешка · a1 белая ладья · b1 белый конь · c1 белый слон · d1 белый ферзь · e1 белый король · h1 белая ладья | a8 чёрная ладья · c8 чёрный слон · d8 чёрный ферзь · e8 чёрный король · h8 чёрная ладья · a7 чёрная пешка · f7 чёрная пешка · g7 чёрная пешка · c6 чёрная пешка · d6 чёрный слон · f6 чёрный конь · h6 чёрная пешка · a5 чёрный конь · e5 белый конь · e4 чёрная пешка · a2 белая пешка · b2 белая пешка · c2 белая пешка · d2 белая пешка · e2 белый слон · f2 белая пешка · g2 белая пешка · h2 белая пешка · a1 белая ладья · b1 белый конь · c1 белый слон · d1 белый ферзь · e1 белый король · h1 белая ладья | a8 чёрная ладья · c8 чёрный слон · d8 чёрный ферзь · e8 чёрный король · h8 чёрная ладья · a7 чёрная пешка · f7 чёрная пешка · g7 чёрная пешка · c6 чёрная пешка · d6 чёрный слон · f6 чёрный конь · h6 чёрная пешка · a5 чёрный конь · e5 белый конь · e4 чёрная пешка · a2 белая пешка · b2 белая пешка · c2 белая пешка · d2 белая пешка · e2 белый слон · f2 белая пешка · g2 белая пешка · h2 белая пешка · a1 белая ладья · b1 белый конь · c1 белый слон · d1 белый ферзь · e1 белый король · h1 белая ладья | a8 чёрная ладья · c8 чёрный слон · d8 чёрный ферзь · e8 чёрный король · h8 чёрная ладья · a7 чёрная пешка · f7 чёрная пешка · g7 чёрная пешка · c6 чёрная пешка · d6 чёрный слон · f6 чёрный конь · h6 чёрная пешка · a5 чёрный конь · e5 белый конь · e4 чёрная пешка · a2 белая пешка · b2 белая пешка · c2 белая пешка · d2 белая пешка · e2 белый слон · f2 белая пешка · g2 белая пешка · h2 белая пешка · a1 белая ладья · b1 белый конь · c1 белый слон · d1 белый ферзь · e1 белый король · h1 белая ладья | a8 чёрная ладья · c8 чёрный слон · d8 чёрный ферзь · e8 чёрный король · h8 чёрная ладья · a7 чёрная пешка · f7 чёрная пешка · g7 чёрная пешка · c6 чёрная пешка · d6 чёрный слон · f6 чёрный конь · h6 чёрная пешка · a5 чёрный конь · e5 белый конь · e4 чёрная пешка · a2 белая пешка · b2 белая пешка · c2 белая пешка · d2 белая пешка · e2 белый слон · f2 белая пешка · g2 белая пешка · h2 белая пешка · a1 белая ладья · b1 белый конь · c1 белый слон · d1 белый ферзь · e1 белый король · h1 белая ладья | a8 чёрная ладья · c8 чёрный слон · d8 чёрный ферзь · e8 чёрный король · h8 чёрная ладья · a7 чёрная пешка · f7 чёрная пешка · g7 чёрная пешка · c6 чёрная пешка · d6 чёрный слон · f6 чёрный конь · h6 чёрная пешка · a5 чёрный конь · e5 белый конь · e4 чёрная пешка · a2 белая пешка · b2 белая пешка · c2 белая пешка · d2 белая пешка · e2 белый слон · f2 белая пешка · g2 белая пешка · h2 белая пешка · a1 белая ладья · b1 белый конь · c1 белый слон · d1 белый ферзь · e1 белый король · h1 белая ладья | a8 чёрная ладья · c8 чёрный слон · d8 чёрный ферзь · e8 чёрный король · h8 чёрная ладья · a7 чёрная пешка · f7 чёрная пешка · g7 чёрная пешка · c6 чёрная пешка · d6 чёрный слон · f6 чёрный конь · h6 чёрная пешка · a5 чёрный конь · e5 белый конь · e4 чёрная пешка · a2 белая пешка · b2 белая пешка · c2 белая пешка · d2 белая пешка · e2 белый слон · f2 белая пешка · g2 белая пешка · h2 белая пешка · a1 белая ладья · b1 белый конь · c1 белый слон · d1 белый ферзь · e1 белый король · h1 белая ладья | 2 |
| 1 | a8 чёрная ладья · c8 чёрный слон · d8 чёрный ферзь · e8 чёрный король · h8 чёрная ладья · a7 чёрная пешка · f7 чёрная пешка · g7 чёрная пешка · c6 чёрная пешка · d6 чёрный слон · f6 чёрный конь · h6 чёрная пешка · a5 чёрный конь · e5 белый конь · e4 чёрная пешка · a2 белая пешка · b2 белая пешка · c2 белая пешка · d2 белая пешка · e2 белый слон · f2 белая пешка · g2 белая пешка · h2 белая пешка · a1 белая ладья · b1 белый конь · c1 белый слон · d1 белый ферзь · e1 белый король · h1 белая ладья | a8 чёрная ладья · c8 чёрный слон · d8 чёрный ферзь · e8 чёрный король · h8 чёрная ладья · a7 чёрная пешка · f7 чёрная пешка · g7 чёрная пешка · c6 чёрная пешка · d6 чёрный слон · f6 чёрный конь · h6 чёрная пешка · a5 чёрный конь · e5 белый конь · e4 чёрная пешка · a2 белая пешка · b2 белая пешка · c2 белая пешка · d2 белая пешка · e2 белый слон · f2 белая пешка · g2 белая пешка · h2 белая пешка · a1 белая ладья · b1 белый конь · c1 белый слон · d1 белый ферзь · e1 белый король · h1 белая ладья | a8 чёрная ладья · c8 чёрный слон · d8 чёрный ферзь · e8 чёрный король · h8 чёрная ладья · a7 чёрная пешка · f7 чёрная пешка · g7 чёрная пешка · c6 чёрная пешка · d6 чёрный слон · f6 чёрный конь · h6 чёрная пешка · a5 чёрный конь · e5 белый конь · e4 чёрная пешка · a2 белая пешка · b2 белая пешка · c2 белая пешка · d2 белая пешка · e2 белый слон · f2 белая пешка · g2 белая пешка · h2 белая пешка · a1 белая ладья · b1 белый конь · c1 белый слон · d1 белый ферзь · e1 белый король · h1 белая ладья | a8 чёрная ладья · c8 чёрный слон · d8 чёрный ферзь · e8 чёрный король · h8 чёрная ладья · a7 чёрная пешка · f7 чёрная пешка · g7 чёрная пешка · c6 чёрная пешка · d6 чёрный слон · f6 чёрный конь · h6 чёрная пешка · a5 чёрный конь · e5 белый конь · e4 чёрная пешка · a2 белая пешка · b2 белая пешка · c2 белая пешка · d2 белая пешка · e2 белый слон · f2 белая пешка · g2 белая пешка · h2 белая пешка · a1 белая ладья · b1 белый конь · c1 белый слон · d1 белый ферзь · e1 белый король · h1 белая ладья | a8 чёрная ладья · c8 чёрный слон · d8 чёрный ферзь · e8 чёрный король · h8 чёрная ладья · a7 чёрная пешка · f7 чёрная пешка · g7 чёрная пешка · c6 чёрная пешка · d6 чёрный слон · f6 чёрный конь · h6 чёрная пешка · a5 чёрный конь · e5 белый конь · e4 чёрная пешка · a2 белая пешка · b2 белая пешка · c2 белая пешка · d2 белая пешка · e2 белый слон · f2 белая пешка · g2 белая пешка · h2 белая пешка · a1 белая ладья · b1 белый конь · c1 белый слон · d1 белый ферзь · e1 белый король · h1 белая ладья | a8 чёрная ладья · c8 чёрный слон · d8 чёрный ферзь · e8 чёрный король · h8 чёрная ладья · a7 чёрная пешка · f7 чёрная пешка · g7 чёрная пешка · c6 чёрная пешка · d6 чёрный слон · f6 чёрный конь · h6 чёрная пешка · a5 чёрный конь · e5 белый конь · e4 чёрная пешка · a2 белая пешка · b2 белая пешка · c2 белая пешка · d2 белая пешка · e2 белый слон · f2 белая пешка · g2 белая пешка · h2 белая пешка · a1 белая ладья · b1 белый конь · c1 белый слон · d1 белый ферзь · e1 белый король · h1 белая ладья | a8 чёрная ладья · c8 чёрный слон · d8 чёрный ферзь · e8 чёрный король · h8 чёрная ладья · a7 чёрная пешка · f7 чёрная пешка · g7 чёрная пешка · c6 чёрная пешка · d6 чёрный слон · f6 чёрный конь · h6 чёрная пешка · a5 чёрный конь · e5 белый конь · e4 чёрная пешка · a2 белая пешка · b2 белая пешка · c2 белая пешка · d2 белая пешка · e2 белый слон · f2 белая пешка · g2 белая пешка · h2 белая пешка · a1 белая ладья · b1 белый конь · c1 белый слон · d1 белый ферзь · e1 белый король · h1 белая ладья | a8 чёрная ладья · c8 чёрный слон · d8 чёрный ферзь · e8 чёрный король · h8 чёрная ладья · a7 чёрная пешка · f7 чёрная пешка · g7 чёрная пешка · c6 чёрная пешка · d6 чёрный слон · f6 чёрный конь · h6 чёрная пешка · a5 чёрный конь · e5 белый конь · e4 чёрная пешка · a2 белая пешка · b2 белая пешка · c2 белая пешка · d2 белая пешка · e2 белый слон · f2 белая пешка · g2 белая пешка · h2 белая пешка · a1 белая ладья · b1 белый конь · c1 белый слон · d1 белый ферзь · e1 белый король · h1 белая ладья | 1 |
|   | a | b | c | d | e | f | g | h |   |

Кнорре был известным шахматистом. Он принимал участие в первых конгрессах Западногерманского шахматного союза. Он часто и не без успеха играл с А. Андерсеном, Л. Паульсеном, И. Цукертортом и Г. Нейманом. В 1866 г. сыграл тематический матч с И. Цукертортом (все партии игрались гамбитом Эванса; в базах есть 6 партий, счет этих поединков 3 : 3). После неудачи в висбаденском турнире 1880 г. он прекратил участвовать в профессиональных соревнованиях. С того времени играл только легкие партии, несмотря на то, что до конца жизни не переставал интересоваться шахматами.
Кнорре внес вклад в теорию шахматных дебютов. В главной системе защиты двух коней после 1. e4 e5 2. Кf3 Кc6 3. Сc4 Кf6 4. Кg5 d5 5. ed Кa5 6. Сb5+ c6 7. dc bc 8. Сe2 h6 9. Кf3 e4 10. Кe5 он ввел в практику ход 10… Сd6. До появления хода К. Гёринга 10… Фc7 это продолжение было основным.